# Coz
Coz es un grupo representativo y pionero del Rock en español, al ser de las primeras bandas en cantar Rock Duro en ese idioma (o "Power Pop" como algunos llamaban al Rock Duro de esa época). Tuvo gran popularidad a finales de los años 70 y principios de los años 80, y el grupo sigue en activo hasta la actualidad.
También fue la primera banda de Rock Duro español que consiguió entrar en la radio convencional a finales de 1979, hasta entonces dominada por lo que se llamaba “músicos melódicos”.

## Historia del grupo

### Inicios
En 1974, en los locales de Papi, en Madrid, unos músicos que no encontraban salida para el rock que hacían, cansados de tener problemas con los empresarios cuando tocaban la música que les gustaba, decidieron ponerse un nombre que no dejase lugar a dudas, Coz; así no les llamarían para hacer de orquesta, ni les pedirían pasodobles o jotas, trabajarían menos pero un poco más a gusto.
La primera formación, que no grabó disco, contaba con Jesús Albeniz (de La Banda Salsa) como cantante, Kanguro (futuro guitarrista de Vade Retro), Miguelo Jiménez (futuro baterista de Rosendo Mercado) y Juan Márquez (bajo y voz). Tras la disolución de estos primeros Coz, Juan Márquez y Miguelo Jiménez forman Kafru, junto a Juan Toro (ex Fe, ex Franklin) y los hermanos Armando y Carlos de Castro, por lo que Coz, durante el tiempo en el que estuvo vigente el grupo Kafru dejó de existir.  Tras la disolución de Kafru, los hermanos De Castro retoman con nuevo estilo musical el nombre de Coz junto a Juan Toro (bajo) y Julio César (batería), a los que posteriormente sustituyeron Tony Urbano (futuro Leño) al bajo y Antonio de Goma, Ramiro Penas (otro futuro Leño) y Paco García (ex Eva Rock), como baterías. (Considerándose el primer grupo español de rock duro)
En 1977 Coz, junto a otros artistas colaboran en la grabación del disco "Hablan los partidos" con la canción "El rock de la legalización", compuesta por los hermanos Armando y Carlos de Castro y el cantautor Víctor Manuel, en lo que es la primera grabación discográfica que se conoce de Coz.
La formación compuesta por los hermanos De Castro, Tony Urbano y Paco García, es la que aparece en la película y documental Nos va la marcha, filmación del concierto “Rocktiembre 78”. Considerada como la primera película española de rock y realizada por José M. Berastegui, Manolo Gómez y Raimundo García. Recoge las actuaciones en directo de Coz, Cucharada, Leño, Mad, Topo y Teddy Bautista. La banda sonora original de esta película sería editada también en 1979 por Chapa Discos en un doble álbum con el mismo título, donde Coz interpretaba El blues del crítico, compuesta por Armando de Castro.
Tras “Nos va la marcha”, Coz se reestructura con la vuelta de Cutu de la Puente y Juan Márquez tras su paso por Mad. Esta formación, con los hermanos De Castro, Cutu y Márquez, graba en 1979 el sencillo Más Sexy, que obtiene el ansiado éxito y en 1980 publica el LP del mismo nombre; pero, durante la grabación del álbum, surgen graves diferencias en el grupo por la selección del repertorio que realiza CBS, que apuesta en mayor medida por las canciones más pop de Juan Márquez, y los hermanos De Castro deciden abandonar el grupo para formar Barón Rojo.

### De los ochenta a los noventa
Tras la salida de los hermanos Armando y Carlos de Castro, entran los guitarristas Tony de Juan y Eduardo Pinilla, y se graba el álbum Las chicas son guerreras que se publica en 1981.
En 1982, producidos por Vicente Romero, graban en Londres el álbum Duro, para CBS. El álbum no tiene éxito y, poco después, obtienen la carta de libertad. En 1984, Coz montó su propio sello discográfico, Cable Records, y publican Romper la red que pese a recibir buenas críticas no les sacó del bache. Cutu de la Puente decidió abandonar el grupo, siendo sustituido por Enrique Ballesteros (legendario batería de Banzai, Crater, Blue Bar y Ñu, entre otros), que se trae a la banda a su colega de Banzai, J. C. Redondo "Snoopy" (a.k.a. Snoopy Redondo). En 1986 graban de nuevo con Vicente Romero en los estudios Mediterráneo de Ibiza y firman con Fonomusic, que publica el álbum Legítima defensa, sin obtener de nuevo la repercusión esperada. Ese mismo año regresaría a la banda Cutu de la Puente y la banda no volvería a grabar más discos hasta una década más tarde.
Sin embargo, en 1989, algunos miembros del grupo (Eduardo Pinilla y Juan Márquez), con la ayuda de Mario de Benito a los teclados y en la producción, fundan un nuevo grupo y publican bajo el nombre de "Trabesura" con "B", un disco de título homónimo, cuyo sencillo, Animal en extinción obtiene en Iberpop el premio al mejor videoclip del año. En 1997, de nuevo producidos por Mario de Benito, y nuevamente amparados bajo el nombre de Coz, regraban sus mejores canciones en un álbum titulado Hasta que la suerte nos separe, publicado por Arcade y de nuevo la banda pasará por un largo periodo de tiempo sin aparecer en la escena discográfica española.

### En el nuevo siglo
Juan Márquez se va a Estados Unidos como responsable de la editorial Sony ATV en América Latina y, a su vuelta en 2006, rearma el grupo con Eduardo Pinilla y Enrique Ballesteros. Poco después, con la ayuda de algunos amigos, publican un álbum titulado Amigo mío, que incluye nuevamente regrabaciones de las canciones Más sexy (con Kiko Hagall y Larry de Katie King), Las chicas son guerreras (con Fortu de Obús), Imagínate porqué (con Antonio García de Diego), Zumo de pasado turbulento (con José Carlos Molina de Ñu), As de la persecución (con Joaquín Lera), De mal en peor (con Oscar de Lujuria), Juega para ganar (con Monty y Laura de Sweet Little Sister), Romper la red (con Lili de Hara-Kiri y ex Sangre Azul), Tentación (con Juan Olmos de Zyclope), Te persigue un cow-boy (con Carlos Pina y Juan Olmos), Leche en polvo (con Víctor Aceña de Mirada de Ángel) y Amigo mío.
En 2008 graban el álbum titulado Revuelta. La formación de este disco incluía junto a Juan Márquez (bajo y voz), a Enrique Ballesteros (batería), Miguel Ángel López Escámez (guitarra solista), Antonio G. Tejada (guitarra) y las colaboraciones de Irene Persa (Voz), Eduardo Pinilla (guitarra), Juan Olmos (teclado y voz) y Javier Mira (guitarra). El álbum fue publicado en DTP (distribuido por AVISPA). En 2009, COZ se refuerza con la voz de Irene Persa, y en 2010, COZ contó con Manolo Caño como batería (Obús, Mazo, Tritón) al tomarse un respiro Enrique Ballesteros, y cuando Manolo se fue a rehacer Tritón, se encargó de la batería Teo Suazo (Punto de Mira, Peatón Crusoe, Walhalla). En 2011, Enrique Ballesteros volvió al grupo. Irene Persa (voz) estuvo seis años compartiendo las labores vocales con Juan Márquez, hasta que en 2015 inició su carrera en solitario. En 2014 se produce la incorporación como guitarrista del jovencísimo Dani Moreno.
En septiembre de 2016, COZ participa en la rememoración del Festival Rocktiembre que se celebrara en 1978. El nuevo Rocktiembre de 2016 tuvo lugar en Madrid en las Ventas, y Coz compartiría cartel con Ñu, Topo, Asfalto, Burning y Barón Rojo, cuajando una actuación que tuvo muy buenas críticas en los medios. Del Festival se grabó un disco doble en directo, con la participación de los seis grupos mencionados.
En 2018 el grupo preparó nuevas canciones suficientes para un nuevo álbum y decidió meterse en el estudio para grabar su siguiente CD que se titularía “Suite del Diablo”. Al encontrarse su batería, Enrique Ballesteros, viviendo en Holanda, COZ decide incorporar para la grabación de este nuevo disco a Luis Garcés, que ya había participado en algunas actuaciones puntuales, y se convertiría en el nuevo batería de la banda. El disco fue masterizado y mezclado por Guillermo “Will” Maya en los estudios Los Rosales de Madrid. Las grabaciones se llevarían a cabo en diferentes plazas: en Olmostudio (Madrid) por Juan Olmos, Snoopy Virtual Studio por Snoopy Redondo, SUP Estudios (Cartagena) por Dani MVM y Estudios “Los Rosales” de Madrid por Guillermo “Will” Maya. Contaría con colaboraciones importantes como de Juan Olmos (Antigua), Carlos Pina (Panzer) y Andrew Carlos Redondo y el diseño de la portada lo llevaría a cabo José Ángel Persona “Spankyss”, llegando a tener buenas críticas en algunos medios especializados de rock español. El 13 de octubre de 2018 COZ presentaría el CD en la plaza de Santervás de Campos (Valladolid) y en noviembre de ese año el disco estaría en el mercado. Durante 2019 se haría la gira de presentación del disco actuando en ciudades como Requena (Valencia), Valencia, Murcia, Alicante, Albacete, Madrid, Alcorcón, Puerto de Mazarrón (Murcia), Parla, El Viso de San Juan (Toledo), Valverde de Burguillos (Badajoz) en el festival Jamón y rock, Alcorcón (fiestas), Getafe (festival margaritas), Bercianos del Real Camino (León) y culminando nuevamente en Madrid el 29 de noviembre, teniendo las actuaciones buena aceptación entre el público. 
Actualmente han publicado un último trabajo titulado “Suite Carmesí” en el que se regraban temas del Suite del Diablo junto con algunos temas de épocas anteriores, pero contando con colaboraciones de músicos como Miguel Oñate quien fuera cantante de Asfalto, Carlos Pina de Panzer, Isaac Palón ex Viga, Juan Olmos de Antigua, Pancho Martín ex Bella Bestia, Raúl Abad de Desenkajaos, José Carlos Molina de Ñu, Eduardo Pinilla de Burning y antes de Coz, José Luis Jiménez y Lele Laina de Topo y Bárbara Black entre otros. La grabación se realizó en el Olmostudio (Madrid). 
La formación actual está compuesta por Miguel Ángel López-Escamez (guitarra), Dani Moreno (guitarra),  J. C. Redondo "Snoopy" (teclados), Luis Garcés (batería) y Juan Márquez, (bajo y voz).

## Miembros
- Grupo Coz 1974 (Primera Etapa hasta la formación del grupo Kafru):
  - Jesús Albeniz, (voz)
  - Kanguro (guitarra y voz)
  - Juan Márquez (bajo y voz)
  - Miguelo Jiménez (batería)
- Grupo Coz 1976 (Reorganización de la Banda, tras la disolución del grupo Kafru):
  - Armando de Castro (guitarra)
  - Carlos de Castro (voz y guitarra)
  - Juan Toro (bajo)
  - Julio César "Narpias" (batería)
- Grupo Coz 1977:
  - Armando de Castro (guitarra)
  - Carlos de Castro (voz y guitarra)
  - Tony Urbano (bajo)
  - Ramiro Penas (batería)
- Grupo Coz 1978:
  - Armando de Castro (voz y guitarra)
  - Carlos de Castro (voz y guitarra)
  - Tony Urbano (bajo)
  - Paco García (batería)
- Grupo Coz 1979-1980:
  - Armando de Castro (guitarra)
  - Carlos de Castro (voz y guitarra)
  - Juan Márquez (voz y bajo)
  - José Luis de la Puente "Cutu"(batería)
- Grupo Coz 1981-1984:
  - Juan Márquez (voz y bajo)
  - José Luis de la Puente "Cutu"(batería)
  - Eduardo Pinilla (guitarra)
  - Tony de Juan (guitarra)
- Grupo Coz 1985-1987:
  - Juan Márquez (voz y bajo)
  - Enrique Ballesteros (batería)
  - Eduardo Pinilla (guitarra)
  - Tony de Juan (guitarra)
  - J. C. Redondo "Snoopy" (teclados)
- Grupo Coz de 2005 a 2017
  - Juan Márquez (voz y bajo)
  - Enrique Ballesteros (batería)
  - Miguel A. López "Cachorro" (guitarra) - Miguel Ángel López Escámez (guitarra)
  - Dani Moreno (guitarra)
  - J. C. Redondo "Snoopy" (teclados)
- Grupo Coz de 2018 a actualidad
  - Juan Márquez (voz y bajo)
  - Miguel Ángel López Escámez (guitarra)
  - Dani Moreno (guitarra)
  - Snoopy Redondo (teclados)
  - Luis Garcés (batería)
- Otros miembros que han formado parte de Coz:
  - "Napy" Antonio G. Tejada (guitarra)
  - Javier Mira (guitarra invitado)
  - Juan Olmos (teclista y voces)
  - Manolo Caño (batería)
  - Teo Suazo (batería)

- Otros músicos o cantantes que han colaborado con Coz:
  - Fortu (Obús)
  - José Carlos Molina (Ñú)
  - Carlos Pina (Panzer)
  - Jesús Aripont (Def con Dos)
  - Juanjo Valmorisco (PVP)
  - Juan Olmos (Antigua)
  - Valentín del Moral (Chino Banzai)
  - Raúl Abad (Desenkajaos)
  - Bárbara Black
  - José Luis Jiménez (Topo)
  - Lele Laina (Topo)
  - Pancho Martín (Bella Bestia)
  - Isaac Palón (Viga)
  - Andrew Carlos Redondo

## Discografía
- 1977.- Hablan los partidos (Disco compartido con: Teddy Bautista, Ana Belén, Victor Manuel, José Menese, Camaretá y COZ)
- 1979.- Nos va la Marcha (Disco compartido con: COZ, Leño, Topo, Mad, Cucharada y Teddy Bautista)
- 1980.- Más Sexy
- 1981.- Las chicas son guerreras
- 1982.- Duro
- 1984.- Romper la red
- 1986.- Legítima defensa
- 1997.- Hasta que la suerte nos separe (regrabaciones con un tema inédito)
- 2006.- Amigo mío
- 2008.- Revuelta
- 2010.- Recozpilatorio (recopilatorio)
- 2015.- Story. Vol. I. With a little help of my friends (regrabaciones con colaboradores)
- 2015.- Story. Vol. II. Chronos (regrabaciones en sentido inverso)
- 2016.- Rocktiembre 2016 (Disco compartido con: Barón Rojo, Ñu, Topo, Asfalto, Burning y COZ)
- 2018.- Suite del Diablo
- 2022.- Suite Carmesí
- 2022.- Run & Kick 6886 (album Duro  de 1982 grabado en inglés con algunos cambios)